# Frontière entre l'Indonésie et Singapour
La frontière entre l'Indonésie et Singapour est une frontière maritime passant par le  détroit de Singapour qui est l'un des passages maritimes les plus fréquentés de la région. Elle mesure environ 67 km dont seuls 57,57 km sont officiellement déterminés par des traités de 1973 et de 2009. La partie orientale reste à définir.

## Avant 1965
La frontière entre l'Indonésie et Singapour apparut lors de la création d'une ligne de démarcation fictive divisant l'archipel malais par le traité anglo-hollandais de 1824 au profit des puissances coloniales de l'Empire britannique et du royaume des Pays-Bas. La frontière actuelle est inspirée de cette ligne qui détermina que les territoires au nord de la ligne soient sous influence britannique tandis que les territoires au sud soient sous influence néerlandaise. Singapour était déjà un établissement britannique à l'époque et le demeura.
La ligne devint la frontière entre la Malaisie britannique et les Indes orientales néerlandaises, puis entre la colonie de Singapour et l'Indonésie devenue indépendante (1945).
Du 16 septembre 1963 au 4 août 1965, la démarcation faisait partie de la frontière maritime entre l'Indonésie et la Malaisie lorsque Singapour était un État constituant de la fédération de Malaisie.

## Traité de 1973
L'accord du 25 mai 1973 signé par l'Indonésie et Singapour détermine la démarcation commune des eaux territoriales d'une série de lignes droites passant par six points géographiques situés dans le détroit de Singapour. L'accord fut ratifié par l'Indonésie le 3 décembre 1973 et par Singapour le 29 août 1974.
La frontière définie alors mesure 45,47 km (25,55 milles marin) et délimite Singapour de la province indonésienne des îles Riau avec trois points équidistants des côtes de chaque pays, deux plus proches des côtes indonésiennes et un plus proche de Singapour.

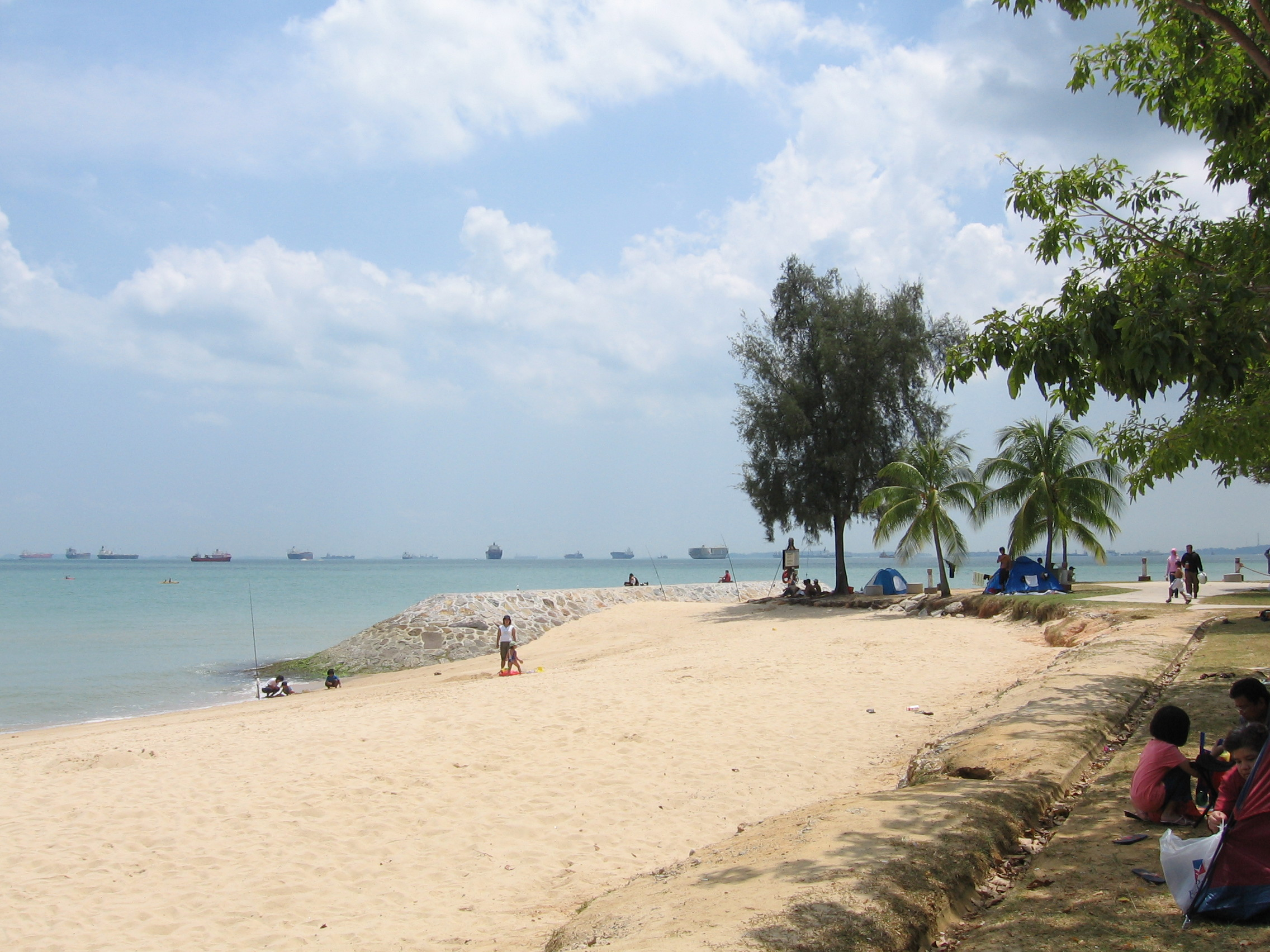
Le détroit de Singapour vu de la côte sud-est de Singapour (2006)

| Coordonnées des points géographiques délimitant les eaux territoriales selon l'accord de 1973 | Coordonnées des points géographiques délimitant les eaux territoriales selon l'accord de 1973 | Coordonnées des points géographiques délimitant les eaux territoriales selon l'accord de 1973 |
| Point                                                                                         | Latitude (N)                                                                                  | Longtitude (E)                                                                                |
| --------------------------------------------------------------------------------------------- | --------------------------------------------------------------------------------------------- | --------------------------------------------------------------------------------------------- |
| 1                                                                                             | 1° 10' 46"                                                                                    | 103° 40' 14.6"                                                                                |
| 2                                                                                             | 1° 7' 49.3"                                                                                   | 103° 44' 26.5"                                                                                |
| 3                                                                                             | 1° 10' 17.2"                                                                                  | 103° 48' 18.0"                                                                                |
| 4                                                                                             | 1° 11' 45.5"                                                                                  | 103° 51' 35.4"                                                                                |
| 5                                                                                             | 1° 12' 26.1"                                                                                  | 103° 52' 50.7"                                                                                |
| 6                                                                                             | 1° 16' 10.2"                                                                                  | 104° 2' 00.0"                                                                                 |

## Traité de 2009
Le 10 mai 2009, les ministres des affaires étrangères d'Indonésie (Hassan Wirajuda) et de Singapour (George Yeo) signent un nouveau traité  à Djakarta qui étend la démarcation de 12,1 km à l'ouest à partir du point géographique 1 de l'accord de 1973 jusqu'au nouveau point géographique 1C. Le traité fut ratifié le 10 août 2010.
Le point géographique 1C est considéré comme proche du tripoint occidental entre l'Indonésie, la Malaisie et Singapour, mais celui-ci doit faire encore l'objet de négociations entre les trois pays.
L'extension de 2009 utilise les points de référence de Pulau Nipah en Indonésie et de Sultan Shoal, aujourd'hui entouré de terres artificielles, à Singapour. Cela a son importance dans la mesure où Singapour n'utilise pas la nouvelle ligne côtière des terres artificielles pour étendre sa demande en eaux territoriales.
Les trois nouveaux points géographiques de 2009 sont déterminés à partir du système géodésique de 1984.  
| Coordonnées des nouveaux points géographiques délimitant les eaux territoriales selon le traité de 2009 | Coordonnées des nouveaux points géographiques délimitant les eaux territoriales selon le traité de 2009 | Coordonnées des nouveaux points géographiques délimitant les eaux territoriales selon le traité de 2009 |
| Point                                                                                                   | Latitude (N)                                                                                            | Longtitude (E)                                                                                          |
| --- | --- | --- |
| 1C | 1° 11' 43.8"                                                                                            | 103° 34' 00.0"                                                                                          |
| 1B | 1° 11' 55.5"                                                                                            | 103° 34' 20.4"                                                                                          |
| 1A | 1° 11' 17.4"                                                                                            | 103° 39' 38.5"                                                                                          |

## Frontières non définies
Avec la signature du traité de 2009, la délimitation de la partie occidentale de la frontière entre l'Indonésie et Singapour est considérée comme terminée, excepté pour l'écart entre le point géographique le plus à l'ouest et le tripoint éventuel des frontières de l'Indonésie, la Malaisie et Singapour. Cet écart final nécessite des négociations entre les trois pays qui ne sont pas prévues dans l'immédiat puisque soumises au traitement de la frontière entre l'Indonésie et la Malaisie dans le détroit de Malacca et de la frontière entre la Malaisie et Singapour dans la partie occidentale du détroit de Singapour.
La partie restante non définie est appelé "segment est" du fait qu'elle se situe à l'est des frontières décidées par l'accord de 1973. Singapour a indiqué que ce segment serait constitué de deux parties. La première, au large des côtes de Changi et de l'île de Batam, ira du point géographique 6 du traité de 1973 au tripoint Indonésie-Malaisie-Singapour oriental. La deuxième sera plus à l'est entre l'île de Pedra Branca (accordée à Singapour par la cour internationale de justice en 2008 à la suite d'un différend avec la Malaisie) et l'île de Bintan. Une part de la frontière entre l'Indonésie et la Malaisie se situera entre les deux parties. Des négociations entre les trois pays sont nécessaires pour déterminer les trois tripoints en résultant.
Le règlement du différend entre la Malaisie et Singapour vis-à-vis des territoires de Pedra Branca, Middle Rocks et South Ledge (en:Pedra Branca dispute) a permis le début de discussions techniques entre ces pays pour la délimitation de leurs frontières maritimes communes.

## Divers
Les îles Riau (Indonésie), Singapour, ainsi que l'État de Johor (Malaisie) connaissent une interdépendance croissante sur le plan économique. Ensemble, ils forment le "triangle de croissance" SIJORI (en:Indonesia–Malaysia–Singapore Growth Triangle). 